# Municipio de Friendship (Minnesota)
El municipio de Friendship (en inglés: Friendship Township) es un municipio ubicado en el condado de Yellow Medicine en el estado estadounidense de Minnesota. En el año 2010 tenía una población de 192 habitantes y una densidad poblacional de 2,1 personas por km².

## Geografía
El municipio de Friendship se encuentra ubicado en las coordenadas 44°45′33″N 95°47′5″O / 44.75917, -95.78472. Según la Oficina del Censo de los Estados Unidos, el municipio tiene una superficie total de 91.3 km², de la cual 91,02 km² corresponden a tierra firme y (0,3 %) 0,27 km² es agua.

## Demografía
Según el censo de 2010, había 192 personas residiendo en el municipio de Friendship. La densidad de población era de 2,1 hab./km². De los 192 habitantes, el municipio de Friendship estaba compuesto por el 97,4 % blancos, el 1,04 % eran amerindios, el 0,52 % eran de otras razas y el 1,04 % eran de una mezcla de razas. Del total de la población el 1,56 % eran hispanos o latinos de cualquier raza.